# 小行星8503
小行星8503（英語：8503 Masakatsu）是一颗围绕太阳公转的小行星。1990年11月21日，圓舘金、渡邊和郎在北见发现了此天体。
这颗小行星的绝对星等为307.26265等。